# Gallarus Oratory

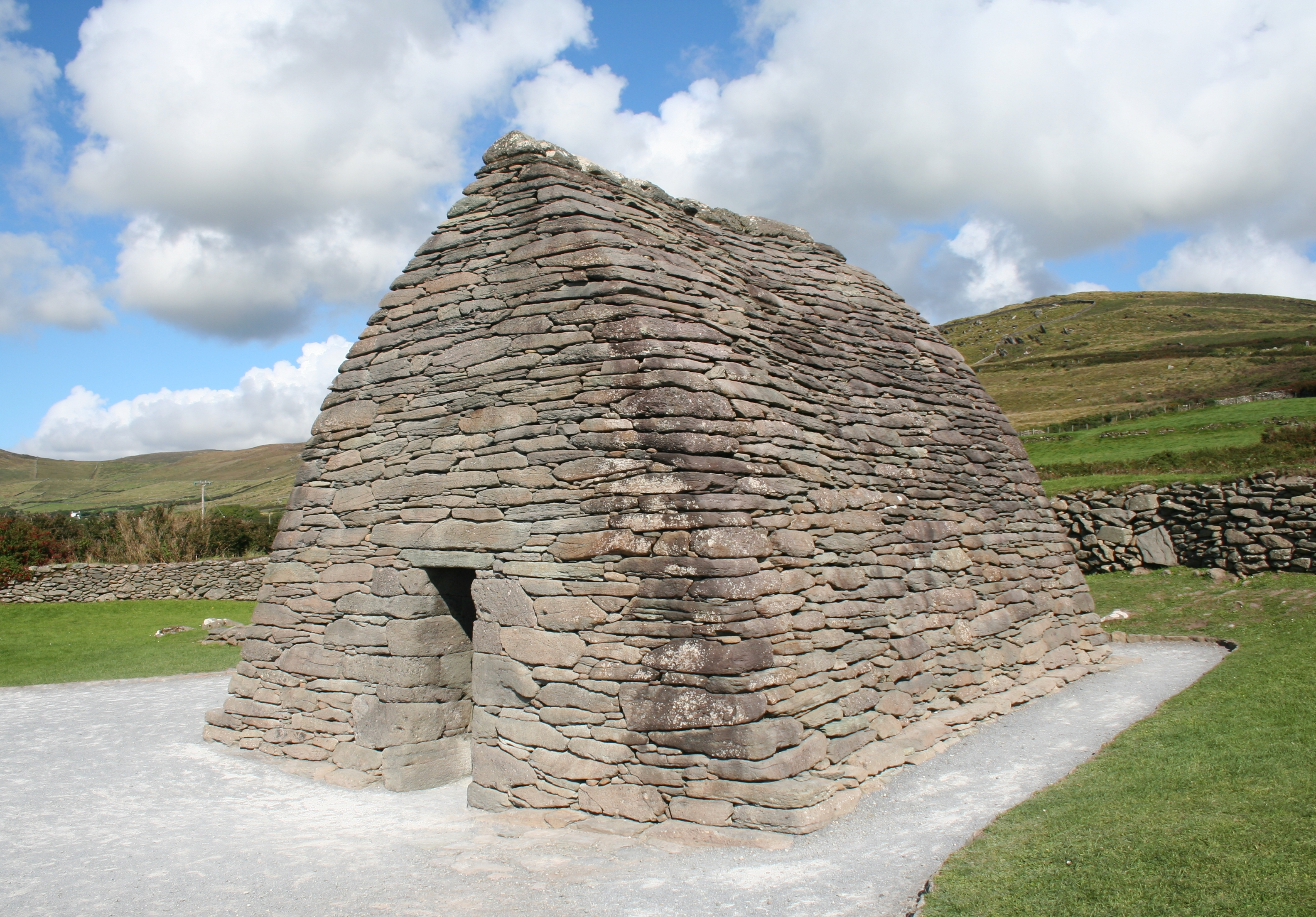
Gallarus Oratorium

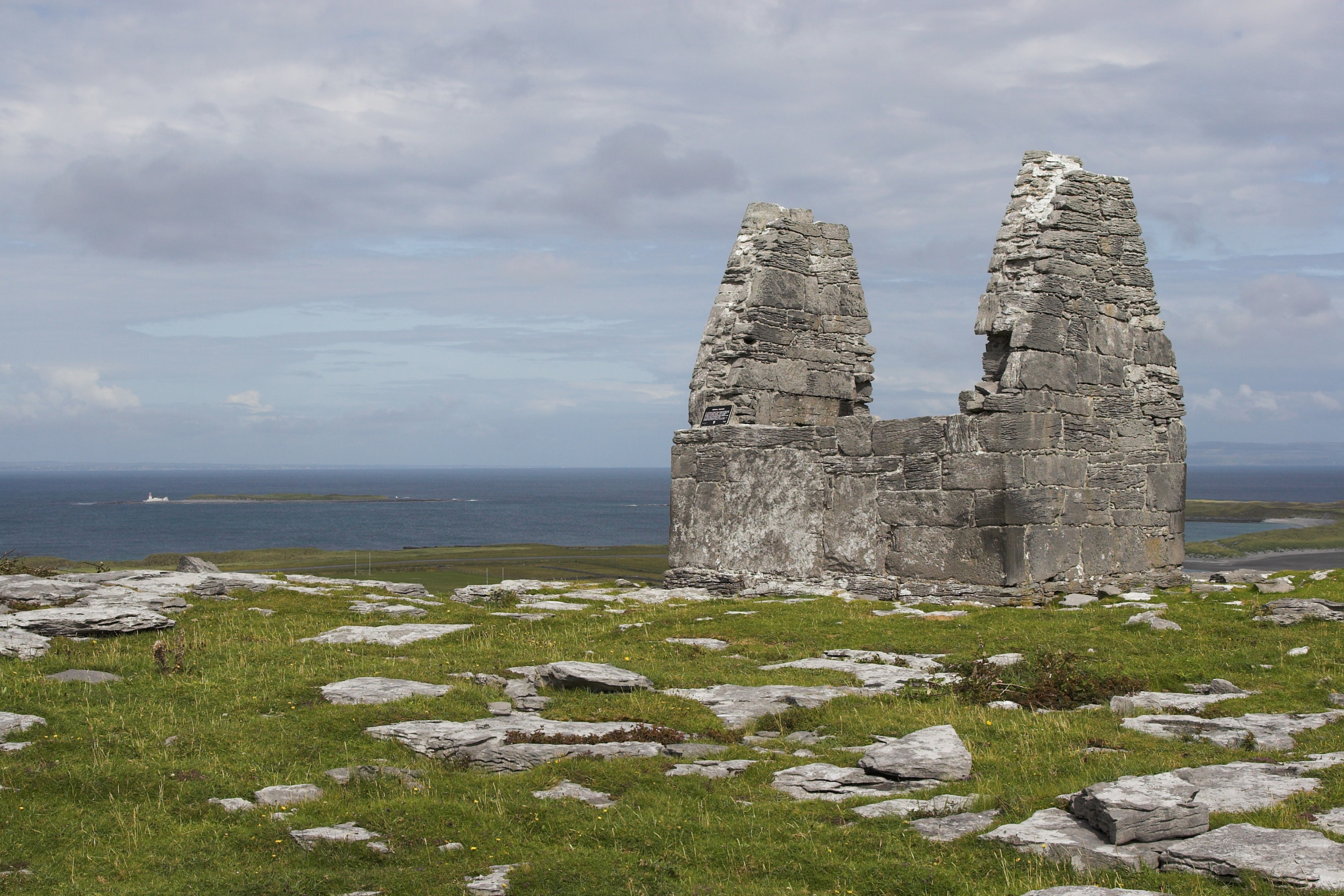
Teampall Bheanáin ein Oratorium auf Inishmore

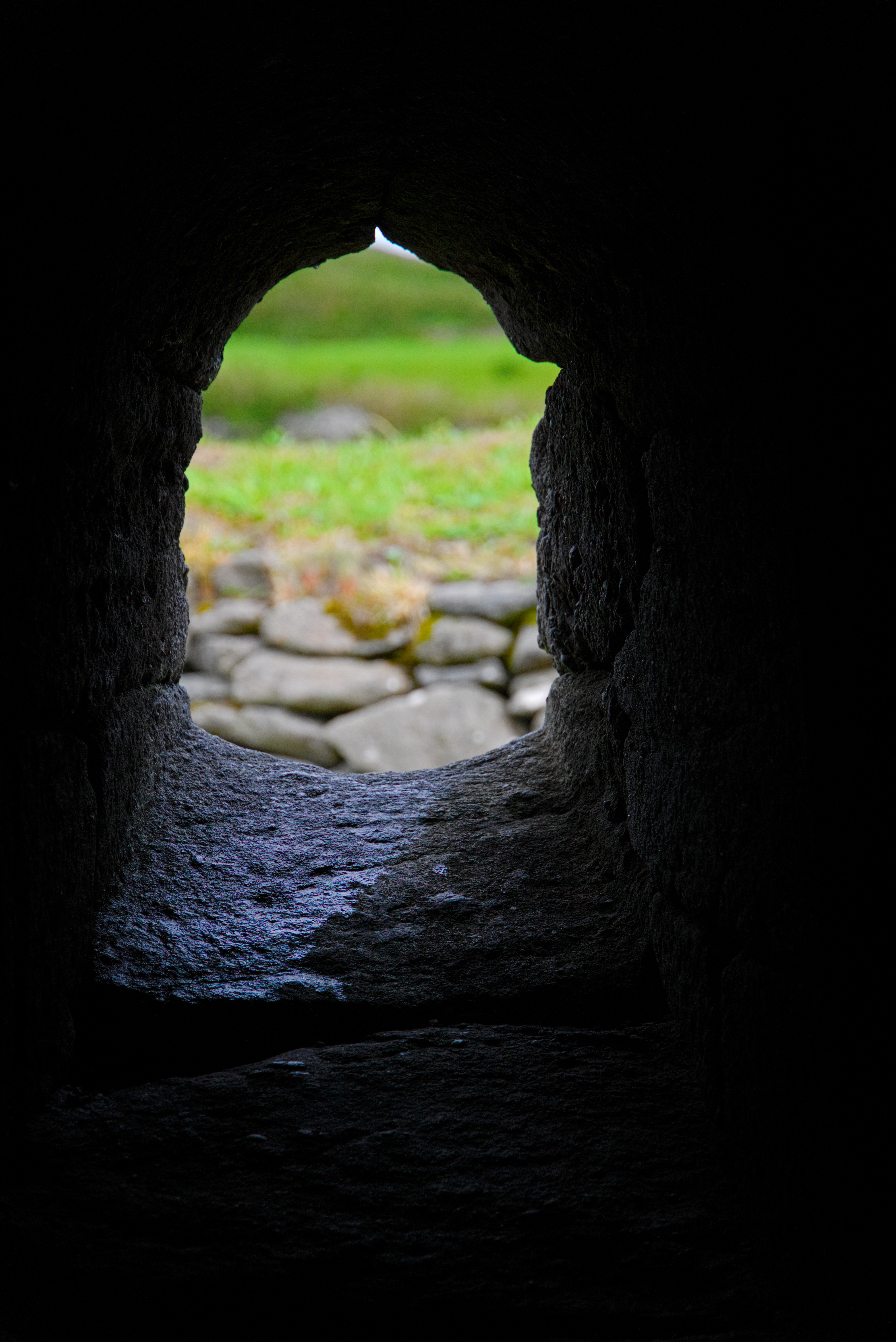
Fensternische an der Rückseite

Das Gallarus Oratory (irisch Sáipéilín Ghallarais) ist ein Oratorium der Iroschottischen Kirche im Westen der Dingle-Halbinsel im County Kerry in Irland nahe dem Ort Kilmalkedar, wo im 7. Jahrhundert ein Kloster bestand.

## Geschichte und Architektur
Das Gallarus Oratory ist der am besten erhaltene, in Trockenmauertechnik errichtete Kraggewölbebau der Insel, es erscheint wie ein umgekehrtes Boot. Das Bethaus ist eines der drei in Irland heute noch anzutreffenden Trockenmauerwerkskirchen in Irland; die anderen beiden liegen auf Skellig Michael. Es wurde wahrscheinlich im 8. Jahrhundert erbaut, möglicherweise schon im 7. Jahrhundert. Es gilt als eine der ältesten frühchristlichen Kirchen, doch sind die Bauweise und das Interieur an noch ältere Vorbilder angelehnt: Die hergebrachte Bauart der ersten, aus Holz und Flechtwerk errichteten irischen Kirchen wird in die Steinbauweise umgesetzt und weiterentwickelt. Die seitlichen Sitzbänke erinnern sehr an Bankaltäre (Felsgrab von Molafa). So zu bauen bedurfte bereits einer weit größeren, kollektiven Anstrengung als bei den ersten Kirchen. Der fast quadratische Bau misst 6,7 × 5,6 m (innen nur 4,65 × 3,1 m) und ist innen mittig rund 4,25 m hoch. Er hat einen geraden Türsturz und an der Rückseite liegt eine kleine rundbogige Fensternische.
Vance R. Tiede von der Yale University will herausgefunden haben, dass sich die stets an der Ostseite liegenden Fensteröffnungen am Sonnenlauf orientieren und auf den 17. März und 31. August ausgerichtet sind. In der Nähe steht ein Pillarstone auf einem niedrigen rechteckigen Hügel mit der Ogham-Inschrift: Colum Mac Dinet.

## Ähnliche steinerne Oratorien
Andere, zum Teil sogar kleinere Oratorien aus Stein sind: 
- St.-Benan-Kirche oder Teampall Bheanáin auf Inishmore
- Macdara Temple auf St. Macdara’s Island, beide im County Galway
- Templecashel, County Kerry
- Temple Cronan, County Clare
- Killelton Oratory, County Kerry
- Killovarnogue Oratory, County Kerry
- Ballymorereagh County Kerry
- Auf der Isle of Man sind Keeills die Überreste ähnlicher Gebäude.